# Shelbyville (Indiana)
Shelbyville és una població dels Estats Units a l'estat d'Indiana. Segons el cens del 2000 tenia 17.951 habitants.

## Demografia
Segons el cens del 2000, Shelbyville tenia 17.951 habitants, 7.307 habitatges, i 4.654 famílies. La densitat de població era de 781,4 habitants/km².
Dels 7.307 habitatges en un 32,3% hi vivien nens de menys de 18 anys, en un 46,3% hi vivien parelles casades, en un 12,5% dones solteres, i en un 36,3% no eren unitats familiars. En el 30,3% dels habitatges hi vivien persones soles el 12,2% de les quals corresponia a persones de 65 anys o més que vivien soles. El nombre mitjà de persones vivint en cada habitatge era de 2,39 i el nombre mitjà de persones que vivien en cada família era de 2,96.
Per edats la població es repartia de la següent manera: un 26,2% tenia menys de 18 anys, un 9,5% entre 18 i 24, un 31,6% entre 25 i 44, un 19,3% de 45 a 60 i un 13,3% 65 anys o més.
L'edat mediana era de 34 anys. Per cada 100 dones de 18 o més anys hi havia 92,4 homes.
La renda mediana per habitatge era de 36.824$ i la renda mediana per família de 46.379$. Els homes tenien una renda mediana de 34.550$ mentre que les dones 24.331$. La renda per capita de la població era de 18.670$. Entorn del 6,1% de les famílies i el 9,1% de la població estaven per davall del llindar de pobresa.

## Poblacions més properes
El següent diagrama mostra les poblacions més properes.